# سیارک ۳۷۷۳۶
سیارک ۳۷۷۳۶ (به انگلیسی: 37736 Jandl، نامگذاری:1996VU6) سی و هفت هزار و هفتصد و سی و ششمین سیارک کشف شده‌است که در ۱۵ نوامبر ۱۹۹۶ کشف شد.